# Piekary Śląskie
Slezské Pěkary (polsky Piekary Śląskie  [pʲɛˈkarɨ ˈɕlɔ̃skʲɛ]IPA, dříve Piekary Niemieckie, Piekary Wielkie, slezsky Piekary / Pjekary, německy Deutsch Piekar) jsou město a městský okres v jižním Polsku ve Slezském vojvodství severovýchodně od Bytomi. Leží na historickém území Horního Slezska, přičemž východní hranicí města tvoří řeka Brynica, která je zároveň zemskou hranicí mezi Slezskem a Malopolskem. Pěkary jsou součástí dvoumilionové katovické konurbace, přičemž ve městě samotném žilo ke konci roku 2019 55 030 osob.
Při posledním sčítání lidu (2011) se 36,5 % obyvatel hlásilo ke slezské národnosti, nejvíce ze všech městských okresů, ale většina z nich se také přihlásila k polské národnosti, takže 77,8 % obyvatel Piekary Śląskie se přihlásilo k polské národnosti (v Polsku můžete uvést dvě národnosti). Piekary Śląskie jsou přitom město v Polsku, kde se k polské národnosti hlásí nejméně lidí, protože polskou národnost hlásí „jen“ 77,8 % obyvatel města.[zdroj?]
První písemná zmínka o Pěkarech pochází z roku 1277. Počátkem 17. století začala zde na podnět Georga von Giescheho těžba zinku, která byla předzvěstí budoucího rozvoje oblasti v době průmyslové revoluce. Na sklonku 19. století existovalo na současném území města patnáct podniků zabývajících se těžbou a zpracováním zinku, olova a černého uhlí, vesměs patřících buď společnosti Giesches Erben (Giescheho dědici) nebo rodině Henckel von Donnersmarck.
Do roku 1922 patřily Pěkary Prusku, resp. Německému císařství, a nosily přívlastek Německé (Deutsch Piekar). Po připojení k Polsku byly přejmenovány na Velké Pěkary (Piekary Wielkie) a opět sloučeny s obcí Szarlej oddělenou roku 1896. V roce 1947 získaly městská práva a současný název. Roku 1973 se městskou částí stala Kozłowa Góra, a při správní reformě v roce 1975 došlo k připojení obcí Brzozowice-Kamień, Brzeziny Śląskie a Dąbrówka Wielka.
Pěkary jsou významným katolickým poutním místem. Od poloviny 17. století je zde uctíván obraz Panny Marie Pěkarské. V letech 1841–1849 byla na místě původního dřevěného kostelíka vybudována monumentální novorománská bazilika Panny Marie a sv. Bartoloměje a v roce 1869 začala výstavba Pěkarské kalvárie i s novogotickým kostelem Zmrtvýchvstání Páně. Podle novější tradice je Panna Marie Pěkarská „patronkou pracujících Horního Slezska“. Dvě hlavní poutě do Pěkar se konají poslední květnovou neděli (pouť mužů a chlapců) a první neděli po 15. srpna (pouť žen a dívek).